# Vera Komissarzhevskaya
Vera Fyodorovna Komissarzhevskaya (em russo:  Ве́ра Фё́доровна Комиссарже́вская; 8 de novembro de 1864 – 23 de fevereiro de 1910) foi uma das mais celebradas atrizes e diretoras de teatro do Império Russo. Morreu por varíola.

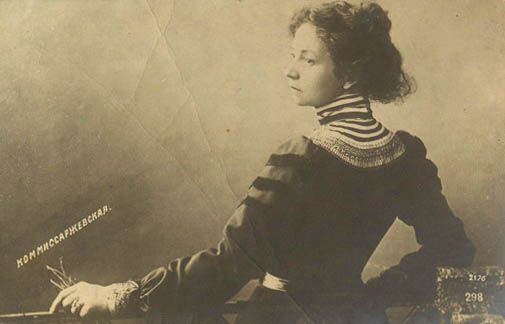
Komissarzhevskaya em um cartão postal.

## Ligações externas

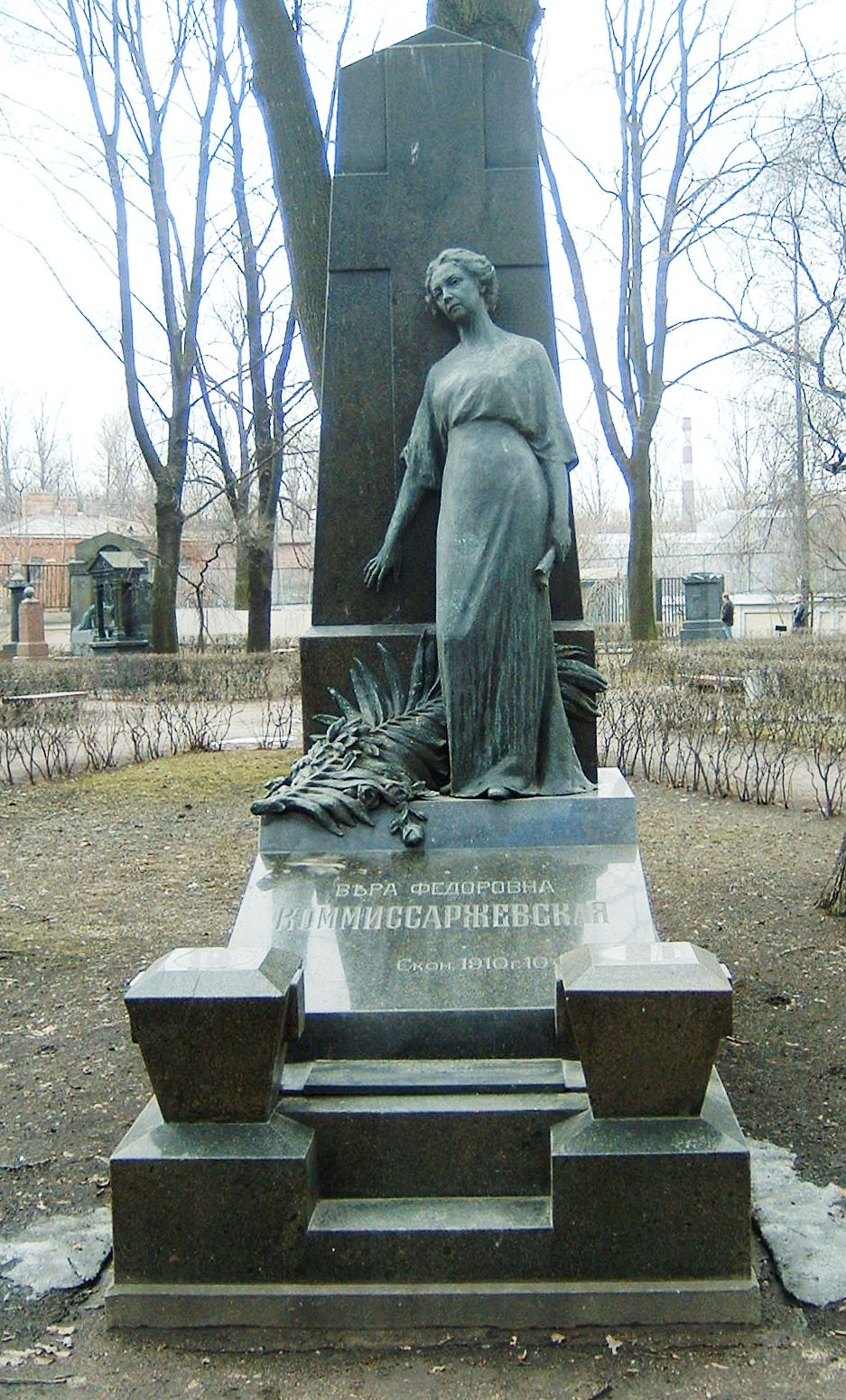
Sepultura de Komissarzhevskaya no Cemitério Tikhvin em São Petersburgo